# Mozilla Composer
Mozilla Composer（モジラ・コンポーザー）は WYSIWYG HTMLエディタである。単に Composer（コンポーザー）と呼ばれることもある。
Mozilla Application Suite（モジラスイート）に含まれるコンポーネントの1つとして提供される。Mozilla Foundationによりオープンソースで開発されており、その仕様は Web標準とみなされるW3Cなどで決められた勧告や規格にできる限り準拠したものとなっている。

## 特徴
冒頭で触れたとおり、Mozilla Composer は WYSIWYG HTMLエディタに属する。したがって、ユーザーは HTML作成についての専門的な知識がなくても自由にウェブページの作成を行うことができる。HTMLエディタの中にはユーザーが望まないタグや情報を強制的に挿入するものが多数存在するのに対して、この Composer はより一層 Web標準である W3Cに沿った編集をできる。これは、<HTML>ソースを比較することで容易に知ることができる。
なお、一般的なテキストエディタのように HTMLタグを用いた編集も、編集モードの切替えによって対応可能となっている。

## 歴史
この Composer は、もともと Mozilla Application Suite に同梱される形で開発とリリースが行われてきた。したがって、Composer の歴史については Mozilla Suite の項目も参照のこと。
しかし 2006年4月、Mozilla Foundation による公式なメンテナンスが終了し、Mozilla Foundation はそれ以降、Mozilla Firefox、Mozilla Thunderbird の開発にだけ関わるようになった。Firefox はブラウザ単独の機能だけを提供しており、HTMLを編集する機能はない。
Composer はこれを機に、かつて Mozilla Suite に同梱されたように、今度はコミュニティベースのプロジェクトによる成果物である SeaMonkey に同梱されて配布が行われるようになった。開発が SeaMonkey に引き継がれてからも、バグ修正を始め、リターンキーを押下するだけで簡単にパラグラフ挿入を可能とする新機能の追加などの取り組みが行われてきている。
Composer は、2006年12月18日にリリースされた SeaMonkey 1.0.7 に同梱され、その後2007年1月18日リリースの SeaMonkey 1.1 に同梱された。かつて Mozilla Composer と呼ばれていたが、以上の経過から、今後より正確には SeaMonkey Composer と称されることになった。なお、Debian GNU/Linux 4.0 (Etch) へは、Iceape Composer に名称変更して同梱されている。

## 使用法
実際の使用方法に関する詳細については、外部リンク参照。